# Pouni
Pouni là một tổng thuộc  Sanguié (tỉnh) ở miền trung Burkina Faso. Dân số năm 2006 là 38.666 người. Thủ phủ là thị xã Pouni.

## Các thị xã và làng xã
Baganapoun, Bandéo, Bandéo-Naponé, Edié, Elinga, Gado, Karbolé, Lilbouré, Naboua, Nadoulou, Naton, Pousma, Tambouassa, Tiékouyou, Tita, Tita-Naponé, Tiyellé, Valiou, Villy và Villy-Bongo.